# L'Année musicale
L’Année musicale est un ancien périodique musical annuel français.

## Historique
Le titre avait été lancé en 1860 par Paul Scudo (chez Hachette, jusqu'en 1863), puis repris en 1867 par Edmond Neukomm et Paul Lacôme, et qui n'eut qu'un seul volume.
Il est relancé d'abord par Camille Bellaigue en 1888 à la demande de la Revue des deux Mondes (Année musicale et dramatique), qui paraît jusqu'en 1894.
Puis de 1911 à 1913 il est recréé par Michel Brenet, rédigé par les musicologues Jean Chantavoine, Louis Laloy et Lionel de la Laurencie, et publié par Félix Alcan. 
Aujourd’hui disparu, il contient des articles historiques, théoriques et critiques (allant du Moyen Âge au XVIIIe siècle) et constitue une référence de par la qualité de ses articles mais également pour ses références bibliographiques en plusieurs langues (français, anglais, allemand, russe ou italien), (152 pages pour les 3 années) (BNF 34428677).
Henri Collet, Georges Cucuel, Edmond Neukomm, Henri Prunières et Michel Dimitri Calvocoressi ainsi que Félix Raugel ont également contribué à la publication.